# Aspedalen
Aspedalens station är en pendeltågsstation i Lerums tätort och kommun, som trafikeras av Göteborgs pendeltåg som går mellan Göteborgs central och Alingsås station. Stationen är en av sex stationer längs Västra stambanan som finns i samma kommun.